# Бурмайстер, Арнольд
Арнольд Ганс Альберт Бурмайстер (нем. Arnold Hans Albert Burmeister; 28 февраля 1899, Норбург — 2 июля 1988, Штюлинген) — генерал-лейтенант вермахта, в годы Второй мировой войны командир 25-й моторизованной дивизии, кавалер Рыцарского креста Железного креста.

## Биография

### Первая мировая война
Арнольд Бурмайстер начал свою службу 7 июня 1916 года фанен-юнкером в Германской имперской армии в составе 24-го пехотного полка имени великого герцога Мекленбурга-Шверина Фридриха-Франца II. В феврале 1917 года окончил военную школу в Дёберице, в начале лета 1917 года произведён в фенрихи и отправлен на фронт. В конце октября 1917 года попал в плен к французам, освобождён только после окончания войны. Награждён Железным крестом 2 класса.

### Межвоенные годы
31 марта 1920 года Бурмайстер в звании лейтенанта был уволен из рейхсвера. 1 апреля 1922 года вернулся в армию, продолжил службу в 14-м рейтарском полку. Учился в пехотной школе Мюнхена и кавалерийской школе Ганновера, 1 сентября 1924 года произведён в обер-фенрихи. 1 декабря того же года зачислен лейтенантом 3-го прусского эскадрона в Шлезвиге, где служил 7 на протяжении 7 лет. 1 апреля 1928 года произведён в оберлейтенанты, 1 октября 1931 года переведён во 2-й мекленбургский эскадрон в Пархиме.
1 апреля 1933 года Бурмайстер был произведён в ротмистры. После преобразования рейхсвера в вермахт 1 октября 1934 года продолжил службу в Людвигслустском рейтарском полку и стал командиром эскадрона. 15 октября 1935 года возглавил 3-й эскадрон в 14-м рейтарском полку. 1 октября 1936 года произведён в майоры, 6 октября его полк переименован в 14-й кавалерийский. Через год, 12 октября назначен командиром 2-го полуполка в 14-м кавалерийском полку.

### Вторая мировая война
В начале 1939 года Бурмайстер был включён в состав штаба 6-го танкового полка. Летом 1939 года назначен командиром 2-го отряда в 6-м танковом полку. За свои действия в Польской кампании вермахта награждён пряжками к Железному кресту обоих классов. 1 апреля 1940 года произведён в подполковники, позже участвовал во Французской кампании. 1 мая 1941 года отправлен на восток для подготовки ко вторжению в СССР, со своими частями пребывал в резерве и занимался инспекцией транспорта.
30 октября 1941 года Бурмайстер был направлен в штаб командования, где возглавил отдел вооружения войск и управления резервными частями. 1 апреля 1942 года произведён в полковники. В начале июля 1942 года покинул свою должность и вскоре занял должность командующего 201-м танковым полком. 13 октября 1942 года возглавил 23-ю моторизованную бригаду, спустя почти месяц 11 ноября возглавил 128-й моторизованный полк. 20 ноября переведён в 202-й моторизованный полк. В начале 1943 года был назначен командиром нового 26-го танкового полка, в начале марта 1943 года принял командование 21-й танковой бригадой. 9 апреля 1943 года за свои успехи в должности командира 128-м моторизованным полком награждён Немецким крестом в золоте. Летом 1943 года возглавил 10-ю танковую бригаду.
В марте 1944 года Бурмайстер был назначен командиром отряда в генеральной инспекции танковых войск. В конце сентября 1944 года занял пост командира 113-й танковой бригады (его предшественник погиб). 9 октября 1944 года принял командование 25-й моторизованной бригады. 24 декабря 1944 года был упомянут в Вермахтберихте:

В сражении за Лотарингию и во время наступления от Западного вала до Саара 11-я танковая дивизия под командованием генерал-лейтенанта Венда фон Витерсхайма и 25-я моторизованная дивизия под командованием полковника Бурмайстера отлично проявили себя.
Оригинальный текст (нем.)In der Schlacht um Lothringen und in den Vorfeldkämpfen des Westwalls an der Saar haben sich die 11. Panzer-Division unter Führung des Generalleutnants Wend von Wietersheim und die 25. Panzergrenadier-Division unter Führung des Obersten Burmeister hervorragend geschlagen.

1 января 1945 года Бурмайстер был произведён в генерал-майоры, 14 января 1945 года был награждён Рыцарским крестом Железного креста. 12 февраля снова назначен командиром 25-й моторизованной дивизии, 20 апреля произведён в генерал-лейтенанты. 25 апреля он должен был принять командование над 30-м армейским корпусом, который де-факто не существовал уже. 3 мая 1945 года Бурмайстер попал в плен к британцам, был освобождён в 1947 году. После войны работал в пограничной службе ФРГ.

## Награды[1]
- Железный крест (1914) 2-го класса (Королевство Пруссия)
- Почётный крест Первой мировой войны 1914/1918 с мечами (1934)
- Медаль «За выслугу лет в вермахте» с 4-го по 2-й класс (2 октября 1936)
- Пряжка к Железному кресту (1939) 2-го класса (18 сентября 1939)
- Железный крест (1939) 1-го класса (14 октября 1939)
- Нагрудный знак «За танковую атаку» (18 мая 1940)
- Медаль «За зимнюю кампанию на Востоке 1941/42»
- Нагрудный знак «За ранение» в чёрном (4 ноября 1943)
- Немецкий крест в золоте (9 апреля 1943)
- Рыцарский крест Железного креста (14 апреля 1945, генерал-майор 25-й моторизованной дивизии[2][3]
- Упомянут в Wehrmachtbericht (24 декабря 1944)